# Далянь Трансенденс
«Далянь Трансенденс» (кит. 大连超越足球俱乐部) — бывший китайский футбольный клуб из провинции Ляонин, город Далянь, выступавший во второй по значимости китайской лиге. Домашней ареной клуба являлся стадион Цзиньчжоу вместимостью 30 776 человек. По итогам сезона 2018 команда заняла 15-е место и выбыла из розыгрыша первой лиги, а в январе 2019 года возникли трудности с получением лицензии на профессиональную деятельность, в итоге клуб потерял профессиональный статус и стал любительским.

## История
Футбольный клуб «Далянь Трансенденс» был основан 18 ноября 2013 года Чжао Яном с уставным капиталом в 3 млн. юаней для участия в третьем по силе китайском дивизионе в сезоне 2014 года. Для развития футбола Чжао Ян озвучил сумму инвестиций в клуб в размере 10 млн. юаней, а также решил заявил, что он реинвестирует эти деньги в развитие юношеского футбола и создание системы юношеских команд. В качестве менеджера был приглашён Лю Чжунчан, который был известен по недавно расформированному «Далянь Шидэ», из которого были приглашены такие игроки как Хань Цзябао, Хао Синчэнь, Ху Чжаоцзюнь, Нань Юньци и Ян Сун. Клуб также выбрал в качестве домашней формы синие футболки и в качестве домашнего стадиона начал выступать на стадионе Цзиньчжоу. Многие китайские СМИ рассматривали клуб как замену успешному «Далянь Шидэ», однако Чжао Ян не высказывался по этому поводу ни за, ни против.
Клуб сыграл первый матч 30 марта 2014 года против «Гуаньси Лючжоу» в первом раунде Кубка Китайской футбольной ассоциации 2014 на домашней площадке и одержал уверенную победу 3–0. В лиге клуб занял треть место в групповой стадии, однако в нокаут-раунде команда уступила «Гуйчжоу Чжичэн» по голам, забитым на чужом поле. В следующем сезоне команда достигла плей-офф, где проиграла по пенальти в финале «Мэйчжоу Хакка», однако второе место также давало право на выход во второй дивизион.
В июле 2018 года команда впервые в истории подписала титульный спонсорский контракт с местным автомобильным дилером «Далянь Хуэйфэн» на остаток сезона. В итоге на футболках появилась реклама (кит. трад. «大连慧丰汽车广场队»).
13 января 2019 года после потери места во втором дивизионе, клуб потерял лицензию на выступления в третьем дивизионе на сезон 2019, а также не смог выплатить необходимые взносы за лицензию и возвращение профессионального статуса. В итоге через день команда решила покинуть лигу и выступать на любительском уровне.

## Закреплённые номера
17 –  Ван Жэньлун, Нападающий, 2014 посмертно. Номер был изъят из обращения в ноябре 2014 года.

## Достижения
- На конец сезона 2018 года[11][12]

Достижения по сезонам
| Сезон    | 2014 | 2015 | 2016 | 2017 | 2018 |
| -------- | ---- | ---- | ---- | ---- | ---- |
| Дивизион | 3    | 3    | 2    | 2    | 2    |
| Место    | 5    | 3    | 14   | 14   | 15   |